# تیان لی
تیان لی (انگلیسی: Tian Lei؛ زادهٔ ۳۰ نوامبر ۱۹۷۰)  کشتی‌گیر اهل چین بود. وی در بازی‌های المپیک تابستانی ۱۹۹۲ شرکت کرده‌است.